# 天打雷劈

《天打雷劈》封面，為勤+綠出版社的版本

《天打雷劈》是科幻小說作家倪匡的作品之一，衛斯理系列編號116。該作品於1999年3月23日完成，並於2000年11月1日出版。本書名為天打雷劈就是源於中國人常言他人做虧心事會後會被雷劈——得到報應之意。用來解釋故事中那群作惡多端的歹徒。竟然意外自相殘殺。神經錯亂的思想逆轉現象。故事續集是《異種人生》。

## 故事大綱
衛斯理的警官好友張泰豐代表香港出席於倫敦舉行的世界警察會議。在會議上，他認識到巴拿馬代表費南度。費南度向張泰豐講述國內的一件怪事，張泰豐也認為此事匪夷所思，認為最好的方法就是到香港找衛斯理協助。
原來，巴拿馬首都巴拿馬城曾經發生過一件怪事﹕某天，三名強盜進入一家銀行打劫，其中一名強盜更打算槍殺在場的護衛。此時，企圖行兇的強盜突然用手槍對著自己的心臟，並按下槍機，當場死亡﹔而其餘兩名的強盜亦先後於銀行內自盡。衛斯理、白素、衛紅綾以及費南度與張泰豐看過閉路電視的片段後，見強盜們行為古怪，似是有人在控制他們，於是認為三人都是不由自主的自殺，但是什麼力量使他們自盡卻毫無頭緒。
未幾，費南度收到來電，表示包括張泰豐女友典希微在內的探險隊，在巴拿馬的山區遇到山賊的攻擊後不知所終。張泰豐擔心女友的安危，而衛斯理一家則對銀行劫案感到興趣，為了弄清行劫案真相及尋回失蹤的探險隊，眾人立即到巴拿馬去。到達巴拿馬後，費南度得悉九名襲擊探險隊的山賊全都中槍死亡，當中都為全國最高危的通緝犯，而探險隊依然下落不明。於是，眾人兵分兩路，衛斯理、張泰豐與費南度的四名手下到探險隊與山賊槍戰的地點尋找典希微等人﹔白素則和女兒紅綾訪問銀行劫案的目擊者喬安嬸嬸。喬安嬸嬸認為這是「果報之神」所做的，並帶白素到「果報之神」的廟宇中，令白素滿感希望。可是，「果報之神」原來只是中國移民帶來的雷公，令白素極為失望。不過，她唯一的收穫是從喬安嬸嬸口中得悉劫案發生時，正下著大雷雨。
另一邊廂，衛斯理及張泰豐等人得知，原來山賊在山區襲擊探險隊時，和劫案發生時一樣是下著大雷雨，而九名山賊相信是互轟而死。衛斯理等人乘直升機到探險隊失蹤的山區上空搜索失蹤者，但沒有發現。其後眾人改在地面沿山路搜索，張泰豐發現到石頭上有用噴漆噴成的箭頭和圓形，這是典希微慣用的標記。衛斯理等人沿標記指示的方向發現多個同類標記，一直到達一個坡度極高的山坡，直到崖頂，而崖頂的標記直指上天上。此時白素與衛紅綾乘直昇機到崖頂匯合衛斯理等人，白素認為這標記超越了常人的能力打造出來的，估計典希微可能是飛上去時繪畫圖形的，也就是說探險隊上了天空。
此時，衛斯理又想到與外星人有關係。白素同意並認為有可能是外星人將他們帶上天空。。此時，費南度突然通知眾人，剛收到探險隊來電報平安，表示他們現位於衛斯理等人所在的崖頂只有十公里距離，平安無事。然而，當眾人與探險隊見面時，卻發現他們對槍戰以後的事一無所知，並堅稱有傳探險隊失蹤只是因為巴拿馬當局的通訊儀器出現問題而無法與費南度聯絡，所以出現誤會。衛斯理等人對於嘖嘖為奇，表示探險隊眾人的記憶是被某力量做了手腳。為了知道真相，白素從非人協會中請來了一流的催眠大師——努力大師催眠典希微。
原來，在山賊打算攻擊探險隊時，一個外形如機械人般的外星人在半空經過，他以「管理地球最高智慧生物（即人類）」的使命對抗人類的違規行為，並要在大雷雨時才有能量去控制人類罪惡行為的信號逆轉。故此，在槍戰中山賊內鬨、銀行強盜自盡都為該外星人的所為，而中國人常言遭到報應時會被雷劈，雷公有可能就是這外星人的化身或同類。

## 相關人物
- 衛斯理

書中主角，起初他對於張泰豐表示巴拿馬有怪事發生態度冷淡，這是由於他年紀漸大，經歷過的異事實在太多，漸漸對所謂的怪事失去研究的興趣，但當知道當中的經過後，衛斯理則表示樂意參與其中。
另一方面，他為了避免女兒紅綾看到人性的真面目，盡量隱瞞事件，但最終還被白素與紅綾撞破，只好讓女兒也參與調查。
- 白素

衛斯理太太，她一如過去的小說中有卓越的分析力，例如她看到山頂上有箭頭則認為典希微等人登天、在沒有發現探險隊的行為時就認為眾人是自願跟外星人上天的，都影響到小說的發展。
- 衛紅綾

衛斯理與白素的女兒，與世無爭的她由於過去在森林中長大，未有見過人性的真面目，對於強盜企圖殺人時感到憤怒無比。隨後，她於巴拿馬中提出強盜自殺可能與雷公有關，啟發了白素聯想到銀行劫案與槍戰可能和當時的天氣有關，埋下了故事的伏線。
- 張泰豐

衛斯理於《本性難移》認識到的朋友，是一位年青有為的警官。發展到本故事時，他已經連升三級，成為警隊內的風雲人物，並代表香港出席國際會議。在巧合的情況下認識到費南度和接觸到巴拿馬的兩件怪事。
在整個故事中，張泰豐只關心女友典希微的安危﹔在典希微出發前又無條件的在背後作經濟支援﹔對於探險隊失蹤後否定曾失蹤的解釋並全然相信，都令衛斯理明白到「戀愛使人盲目」的道理。
- 典希微

張泰豐的女友，由於她為人活潑可愛，深得衛斯理和白素的歡心。與此同時，典希微的興趣眾多，由歷史到文學都有深入研究，對於到巴拿馬高山尋找河流源頭更感興趣，即使先要付十萬美元也加入探險隊中，令男友張泰豐擔心得要死。
- 費南度

巴拿馬警官，是該國警隊中的第三號人物，更在巴拿馬有舉足輕重的地位。在該國的前總統被暗殺時，美國也曾找他出任總統一職，但他並不想失去自由，拒絕了美國的好意，他曾向衛斯理表示現在的總統一遇問題都會諮詢他的意見，在國內有極高的知名度。
- 喬安嬸嬸

六十多歲的婦人，她除了是銀行劫案的目擊者外，更是當地一位有名的女巫。最初，衛斯理和白素一致認為她是欺騙無知婦孺的神棍，後來從她口中得悉銀行劫案當時為大雷雨時，又強調三名強盜之死是由於「果報之神」出現，而「果報之神」出現是因當時為大雷雨時，令白素感到她很有條理，不一定是欺神騙鬼的女巫。
- 努力大師

世界第一的催眠術大師，衛斯理形容他的外表普通得不可以再普通，單從外面絕對意想不到他是來自非人協會的大師。事實上，努力大師的催眠技術到達爐火純青的境界，他只在典希微面前做了十多個動作和配出一點聲音就令對方不知不覺的進入昏迷狀態。不過，由於外星人封鎖記憶的功力深厚，使他花了大量元氣催眠典希微，大傷體力。
- 溫寶裕

衛斯理的知心好友，他在該小說中的最後一刻才出場，並只有一句對白。雖然如此，這對白卻帶出了作者反共的政治思想，小寶說若某年某月某天因外星人出動，把镇壓學生的軍隊自相殘殺，坦克車反方向行駛，會是一件有趣的事，正指出了六四事件的發生。

## 資料來源
以下內容以香港勤十緣出版社作準：
1. ↑  .   [2008-08-04]. （原始内容存档于2019-08-11）.
2. ↑  天打雷劈 – 第三部份 – P.59-62
3. ↑  天打雷劈 – 第四部份 –P.67-73
4. ↑  天打雷劈 – 第二部份 – P.32-41
5. ↑  天打雷劈 – 第三部份 P.43-46
6. ↑  天打雷劈 – 第二部份 – P.29-30
7. ↑  天打雷劈 – 第七部份 – P.153-162
8. ↑  天打雷劈 – 第五部份 – P.83-86
9. ↑  天打雷劈 – 第六部份 – P.115-125
10. ↑  天打雷劈 – 第七部份 – P.129-141
11. ↑  天打雷劈 – 第九部份 – P.174-184
12. ↑  天打雷劈 - 第十部份 – P.197-208
13. ↑  天打雷劈 – 第一部份 – P.9-12
14. ↑  天打雷劈 – 第四部份 – P.67
15. ↑  天打雷劈 – 第四部份 – P.76-77
16. ↑  天打雷劈 – 第三部份 – P.53
17. ↑  天打雷劈 – 第十部份 – P.197-202
18. ↑  天打雷劈 – 第十部份 –  P.210

| 前任者： 115 本性難移 | 衛斯理系列（按編號） 116 | 繼任者： 117 另類複製 |